# Space Police: Defenders of the Crown
Space Police: Defenders of the Crown es el décimo álbum de estudio de la banda alemana de power metal Edguy, publicado 18 de abril de 2014 por Nuclear Blast Records. El arte de portada fue revelado el 1 de febrero y 15 días después, la banda anunció la lista de canciones.

## Recepción
El álbum fue bien recibido por la crítica. Mark Booth, crítico del portal All About The Rock, afirmó: "Tobias Sammet es un genio musical, ya que ha demostrado que no tiene que ser serio todo el tiempo, sino que puede escribir canciones divertidas que aún son fuertes, poderosas e increíblemente pegadizas, sin despegarse de sus raíces musicales, algo que Judas Priest ya hizo anteriormente.

## Lista de canciones
Todas las canciones escritas y compuestas por Tobias Sammet, except tracks 7 and 8, co-composed by Jens Ludwig and track 6, written by Rob and Ferdi Bolland. 
| N.º | Título                             | Duración |  |
| 1.  | «Sabre & Torch»                    | 5:00     |  |
| 2.  | «Space Police»                     | 5:59     |  |
| 3.  | «Defenders of the Crown»           | 5:39     |  |
| 4.  | «Love Tyger»                       | 4:26     |  |
| 5.  | «The Realms of Baba Yaga»          | 6:06     |  |
| 6.  | «Rock Me Amadeus» (Cover de Falco) | 3:20     |  |
| 7.  | «Do Me Like a Caveman»             | 4:09     |  |
| 8.  | «Shadow Eaters»                    | 6:08     |  |
| 9.  | «Alone in Myself»                  | 4:36     |  |
| 10. | «The Eternal Wayfarer»             | 8:50     |  |

## Créditos
- Tobias Sammet – voz, teclados
- Jens Ludwig – guitarra líder
- Dirk Sauer – guitarra rítmica
- Tobias "Eggi" Exxel – bajo
- Felix Bohnke - batería